# Ignacy Świrski
Ignacy Świrski (ur. 20 września 1885  w majątku Lisowszczyzna, zm. 25 marca 1968 w Siedlcach) – polski duchowny rzymskokatolicki, profesor Akademii Duchownej w Petersburgu, profesor Uniwersytetu Wileńskiego, biskup diecezjalny siedlecki w latach 1946–1968. Sługa Boży Kościoła katolickiego.

## Życiorys
Syn Michała i Emilii z Saulewiczów. Urodzony w nieistniejącym obecnie majątku Lisowszczyzna (ros. Лѣсовщина, łot. Ļesauščina) koło Dyneburga w powiecie iłłuksztańskim w Semigalii, ochrzczony w kościele parafialnym w Elerne w granicach ówczesnego Cesarstwa Rosyjskiego (obecnie na Łotwie). W 1907 ukończył gimnazjum w Petersburgu i wstąpił do tamtejszego seminarium duchownego. Ukończył również wydział filozoficzny i teologiczny Uniwersytetu Gregoriańskiego w Rzymie.
Od 1914 wykładał w petersburskim seminarium, następnie na Akademii Duchownej. Podczas wojny polsko-bolszewickiej był kapelanem. Od 1921 wykładał teologię moralną na Uniwersytecie Stefana Batorego w Wilnie. Zajmował się głównie etyką małżeńską katolicką i prawosławną. Podczas II wojny światowej ukrywał się na terenie Wileńszczyzny, prowadząc równocześnie akcję pomocy prześladowanym Żydom. W maju 1945 został rektorem seminarium duchownego w Białymstoku.
12 kwietnia 1946 został mianowany biskupem diecezjalnym diecezji siedleckiej. Sakrę biskupią przyjął 30 czerwca 1946 w prokatedrze Wniebowzięcia Najświętszej Maryi Panny w Białymstoku. Konsekrował go kardynał August Hlond, arcybiskup metropolita gnieźnieński i warszawski, w asyście Romualda Jałbrzykowskiego, arcybiskupa metropolity wileńskiego, i Stanisława Kostki Łukomskiego, biskupa diecezjalnego łomżyńskiego. Jako zawołanie biskupie przyjął słowa „Cruci adhaesit cor meum” (Do krzyża przylgnęło serce moje). 4 lipca 1946 odbył ingres do katedry siedleckiej. Inspirował odbudowę kościołów parafialnych zniszczonych w czasie II wojny światowej. Odbudował katedrę siedlecką, uszkodzoną w czasie działań wojennych. Zarządził misje na całym Podlasiu. Propagował zwalczanie pijaństwa. Prowadził akcje charytatywne.
Zmarł w opinii świętości po ciężkiej chorobie w Siedlcach, zostawiwszy po sobie testament rozpowszechniany później przez wiernych w odpisach. W 2018 rozpoczął się jego proces beatyfikacyjny na szczeblu diecezjalnym. Od tego czasu przysługuje mu tytuł sługi Bożego.